# Jungorodok (stanice metra v Samaře)
Jungorodok (rusky Юнгородок) je stanice Samarského metra.

## Charakter stanice
Stanice se nachází jihovýchodně od centra, je jediná povrchová, která byla postavena. Veřejnosti slouží již od 25. prosince 1987. Nebyla zahrnuta v původních plánech, místo ní se měla postavit stanice Krylja Sovětov. Ta se ale nacházela příliš daleko, a tak bylo rozhodnuto postavit Jungorodok. Celá výstavba se tak zrychlila, stanice se nachází poblíž depa.